# Deutsche Leichtathletik-Meisterschaften 2006/Resultate
Der Hauptteil der Wettbewerbe bei den 106. Deutschen Leichtathletik-Meisterschaften wurde am 15. und 16. Juli 2006 im Donaustadion in Ulm ausgetragen.
In der hier vorliegenden Auflistung werden die in den verschiedenen Wettbewerben jeweils ersten acht platzierten Leichtathletinnen und Leichtathleten aufgeführt. Eine Übersicht mit den Medaillengewinnerinnen und -gewinnern sowie einigen Anmerkungen zu den Meisterschaften findet sich unter dem Link Deutsche Leichtathletik-Meisterschaften 2006.
Wie immer gab es zahlreiche Disziplinen, die zu anderen Terminen an anderen Orten stattfanden – in den folgenden Übersichten jeweils konkret benannt.
Hier die ausführlichen Ergebnislisten der Meisterschaften 2006:

## Meisterschaftsresultate Männer

### 100 m
| Platz | Athlet, Verein                                     | Zeit (s) |
| ----- | -------------------------------------------------- | -------- |
| 1     | Ronny Ostwald (TV Wattenscheid 01)                 | 10,32    |
| 2     | Marius Broening (LAV Asics Tübingen)               | 10,46    |
| 3     | Alexander Kosenkow (TV Wattenscheid 01)            | 10,55    |
| 4     | Martin Keller (LAC Erdgas Chemnitz)                | 10,55    |
| 5     | Christian Blum (LAC Quelle Fürth/München/Würzburg) | 10,57    |
| 6     | Stefan Wieser (TSV Bayer 04 Leverkusen)            | 10,62    |
| 7     | Rainer Schulze (LG Wilhelmshaven)                  | 10,63    |
| 8     | Harry Adu-Mfum (LT DSHS Köln)                      | 10,70    |

Datum: 15. Juli
Wind: −0,5 m/s

### 200 m
| Platz | Athlet, Verein                                           | Zeit (s) |
| ----- | -------------------------------------------------------- | -------- |
| 1     | Sebastian Ernst (TV Wattenscheid 01)                     | 20,88    |
| 2     | Daniel Schnelting (LAZ Rhede)                            | 20,96    |
| 3     | Till Helmke (TSV Friedberg-Fauerbach)                    | 20,99    |
| 4     | Alexander Kosenkow (TV Wattenscheid 01)                  | 21,16    |
| 5     | Rainer Schulze (LG Wilhelmshaven)                        | 21,16    |
| 6     | Florian Rentz (LAC Quelle Fürth/München/Würzburg)        | 21,31    |
| 7     | Jan-Christopher Schulte (TV Wattenscheid 01)             | 21,34    |
| 8     | Markus Malucha (LAZ Salamander Kornwestheim-Ludwigsburg) | 29,18    |

Datum: 16. Juli
Wind: - 0,8 m/s

### 400 m
| Platz | Athlet, Verein                                  | Zeit (s) |
| ----- | ----------------------------------------------- | -------- |
| 1     | Kamghe Gaba (LG Eintracht Frankfurt)            | 45,47    |
| 2     | Ruwen Faller (SC Magdeburg)                     | 45,82    |
| 3     | Bastian Swillims (TV Wattenscheid 01)           | 45,91    |
| 4     | Andreas Wischek (LG Meckenheim)                 | 45,93    |
| 5     | Florian Seitz (OSC Berlin)                      | 45,95    |
| 6     | Simon Kirch (SV Schlau.com Saar 05 Saarbrücken) | 46,08    |
| 7     | Sebastian Gatzka (LG Eintracht Frankfurt)       | 46,28    |
| 8     | Ingo Schultz (TSV Bayer 04 Leverkusen)          | 47,05    |

Datum: 16. Juli

### 800 m
| Platz | Athlet, Verein                                       | Zeit (min) |
| ----- | ---------------------------------------------------- | ---------- |
| 1     | René Herms (LG Asics Pirna)                          | 1:47,36    |
| 2     | René Bauschinger (LAC Quelle Fürth/München/Würzburg) | 1:48,12    |
| 3     | Moritz Waldmann (LG Hannover)                        | 1:48,86    |
| 4     | Steffen Co (LG Olympia Dortmund)                     | 1:49,20    |
| 5     | Maximilian Wessel (SG TSV Kronshagen/Kieler TB)      | 1:49,87    |
| 6     | Martin Conrad (SC Potsdam)                           | 1:50,09    |
| 7     | Christian Köhler (1. LAV Rostock)                    | 1:50,12    |
| 8     | Simon Huckestein (SG Wenden)                         | 1:50,50    |

Datum: 16. Juli

### 1500 m
| Platz | Athlet, Verein                                   | Zeit (min) |
| ----- | ------------------------------------------------ | ---------- |
| 1     | Carsten Schlangen (LG Nord Berlin)               | 3:42,35    |
| 2     | Stefan Eberhardt (LC Erfurt)                     | 3:42,87    |
| 3     | Franek Haschke (LG Nord Berlin)                  | 3:42,98    |
| 4     | Jonas Stifel (LG Nord Berlin)                    | 3:43,45    |
| 5     | Marc-André Kowalinski (Post-Sport Telekom Trier) | 3:44,05    |
| 6     | Thorben Grothaus (TV Wattenscheid 01)            | 3:45,69    |
| 7     | Rico Loy (LG Badenova Nordschwarzwald)           | 3:46,89    |
| 8     | Christophe Chayriguet (LG Olympia Dortmund)      | 3:47,75    |

Datum: 16. Juli

### 5000 m

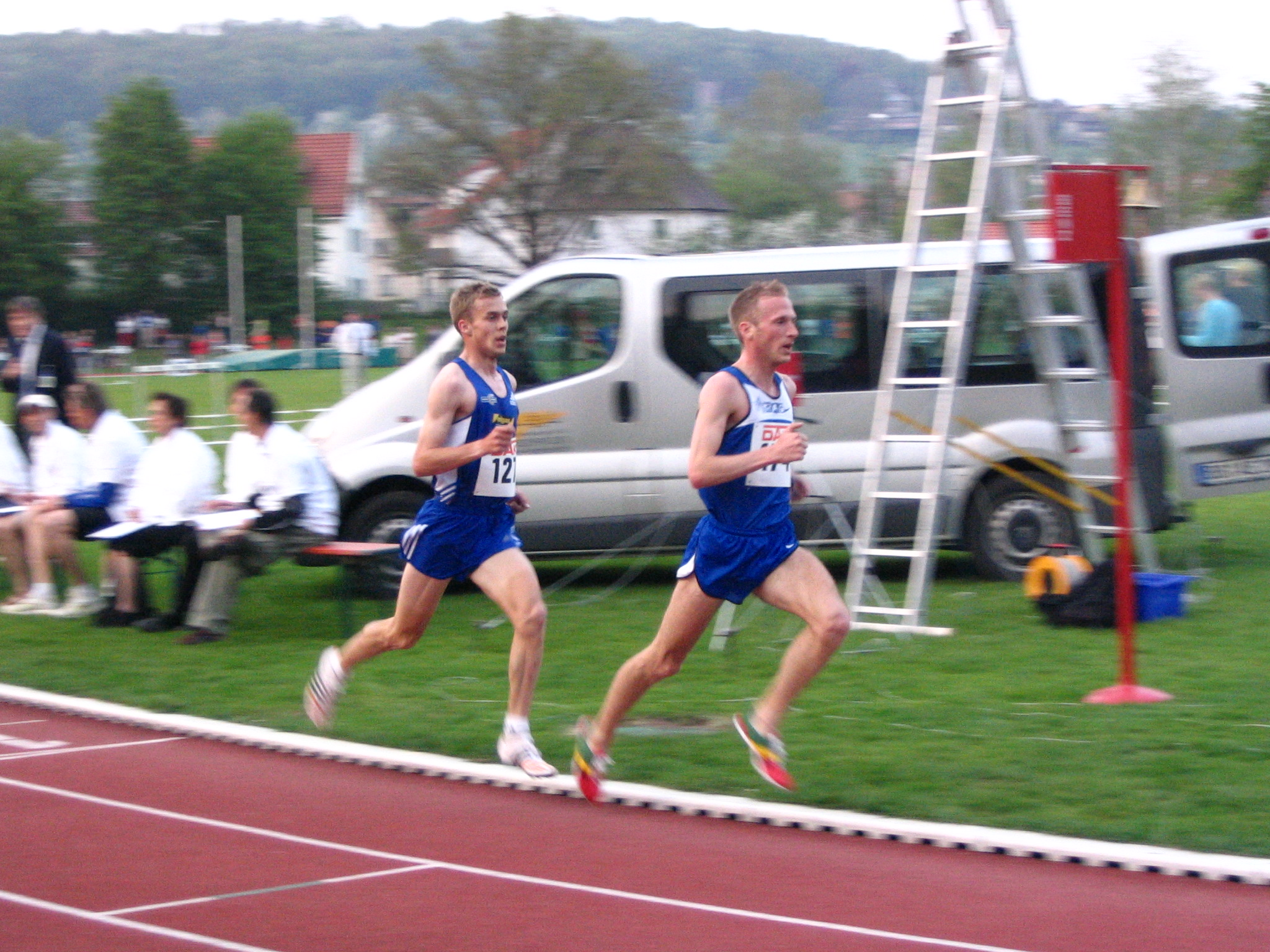
Jan Fitschen (rechts) – im August 2006 in Göteborg 10.000-m-Europameister – wurde Deutscher Meister über 5000 und 10.000 Meter

| Platz | Athlet, Verein                           | Zeit (min) |
| ----- | ---------------------------------------- | ---------- |
| 1     | Jan Fitschen (TV Wattenscheid 01)        | 13:52,73   |
| 2     | André Pollmächer (LAC Erdgas Chemnitz)   | 13:53,65   |
| 3     | Arne Gabius (LAV Asics Tübingen)         | 13:58,07   |
| 4     | Mario Kröckert (TSV Bayer 04 Leverkusen) | 14:00,73   |
| 5     | Alexander Lubina (TV Wattenscheid 01)    | 14:01,23   |
| 6     | Lars Haferkamp (TV Refrath)              | 14:01,95   |
| 7     | Michael Schering (LAZ Leipzig)           | 14:03,04   |
| 8     | Stefan Koch (TV Wattenscheid 01)         | 14:04,25   |

Datum: 15. Juli

### 10.000 m
| Platz | Athlet, Verein                         | Zeit (min) |
| ----- | -------------------------------------- | ---------- |
| 1     | Jan Fitschen (TV Wattenscheid 01)      | 28:19,57   |
| 2     | Alexander Lubina (TV Wattenscheid 01)  | 28:37,40   |
| 3     | André Pollmächer (LAC Erdgas Chemnitz) | 28:37,95   |
| 4     | Stefan Koch (TV Wattenscheid 01)       | 29:11,64   |
| 5     | Peter Kotz (TSG Ehingen)               | 29:57,83   |
| 6     | Michael Schering (LAZ Leipzig)         | 30:08,14   |
| 7     | Heiko Baier (LG Fulda)                 | 30:15,09   |
| 8     | Johannes Schmitt (LC asics Rehlingen)  | 30:15,63   |

Datum: 6. Mai
fand in Tübingen zusammen mit den Meisterschaften in den Langstaffeln statt

### 10-km-Straßenlauf
| Platz | Athlet, Verein                                 | Zeit (min) |
| ----- | ---------------------------------------------- | ---------- |
| 1     | Carsten Eich (Rhein-marathon Düsseldorf)       | 29:18      |
| 2     | Stefan Koch (TV Wattenscheid 01)               | 29:20      |
| 3     | Embaye Hedrit (LG Braunschweig)                | 29:53      |
| 4     | Zelalem Martel (LG Fulda)                      | 30:15      |
| 5     | Martin Beckmann (LG Leinfelden-Echterdingen)   | 30:22      |
| 6     | Christian Seiler (TH Laufclub Erfurt)          | 30:31      |
| 7     | Peter Kotz (TSG Ehingen)                       | 30:35      |
| 8     | Christian Stanger (LG Leinfelden-Echterdingen) | 30:51      |

Datum: 10. September
fand in Regensburg statt

### 10-km-Straßenlauf, Mannschaftswertung
| Platz | Verein, Besetzung                                                                    | Zeit (h) |
| ----- | ------------------------------------------------------------------------------------ | -------- |
| 1     | LG Leinfelden-Echterdingen (Martin Beckmann, Christian Stanger, Michael Wullings)    | 1:33:19  |
| 2     | Post-Sport Telekom Trier (Thorsten Baumeister, Carlo Schuff, Marc-André Kowalinski)  | 1:33:43  |
| 3     | TH Laufclub Erfurt (Christian Seiler, Arne Leipziger, Christian Biele)               | 1:34:01  |
| 4     | LG Passau (Richard Friedrich, Martin Friedrich, Sebastian Weichelt)                  | 1:35:35  |
| 5     | LG Domspitzmilch Regensburg (Dennis Pyka, Maximilian Meingast, Dr. Holger Ahrenberg) | 1:35:58  |
| 6     | LG Baunatal/Fuldabrück I (Markus Kessler, Markus Jahn, Marco Kornrumpf)              | 1:36:39  |
| 7     | SC Roth (Andreas Straßner, Sebastian Reinwand, Dominik Grünwald)                     | 1:37:37  |
| 8     | LG Baunatal/Fuldabrück II (Julian Flügel, Matthias Jahn, Johannes Jungton)           | 1:39:04  |

Datum: 10. September
fand in Regensburg statt

### Halbmarathon
| Platz | Athlet, Verein                               | Zeit (h) |
| ----- | -------------------------------------------- | -------- |
| 1     | Carsten Eich (Rhein-marathon Düsseldorf)     | 1:04:38  |
| 2     | Abraham Kiprotich Tandoi (LG USC Heidelberg) | 1:04:57  |
| 3     | Stefan Koch (TV Wattenscheid 01)             | 1:05:11  |
| 4     | Embaye Hedrit (LG Braunschweig)              | 1:05:25  |
| 5     | Manuel Meyer (TV Wattenscheid 01)            | 1:07:08  |
| 6     | Jens Borrmann (SC DHfK Leipzig)              | 1:07:22  |
| 7     | Holger Freudenberger (TSG 1845 Heilbronn)    | 1:07:30  |
| 8     | Carsten Schütz (TV Wattenscheid 01)          | 1:07:42  |

Datum: 26. März
fand in Herten-Bertlich statt

### Halbmarathon, Mannschaftswertung
| Platz | Verein, Besetzung                                                          | Zeit (h) |
| ----- | -------------------------------------------------------------------------- | -------- |
| 1     | TV Wattenscheid 01 (Stefan Koch, Manuel Meyer, Carsten Schütz)             | 3:20:01  |
| 2     | LG Braunschweig (Embaye Hedrit, Christoph Paetzke, Matthias Strotmann)     | 3:23:59  |
| 3     | TSG 1845 Heilbronn (Holger Freudenberger, Jonathan Post, Markus Werner)    | 3:26:08  |
| 4     | SC DHfK Leipzig (Jens Borrmann, Matthias Körner, Sven Weyer)               | 3:26:48  |
| 5     | LG Domspitzmilch Regensburg (Dennis Pyka, René Manthee, Rudolf Salzberger) | 3:32:27  |
| 6     | TSV Ostheim v. d. Rhön (Julius Helm, Wolfgang Müller, Manuel Stöckert)     | 3:32:32  |
| 7     | LC Erfurt (Christoph Moormann, Steffen Tostlebe, Henrik Göckeritz)         | 3:32:41  |
| 8     | PSV Grün-Weiß Kassel (Jörn Harland, Klaus Brantsch, Thomas Weber)          | 3:33:59  |

Datum: 26. März
fand in Herten-Bertlich statt

### Marathon
| Platz | Athlet, Verein                                   | Zeit (h) |
| ----- | ------------------------------------------------ | -------- |
| 1     | Matthias Körner (SC DHfK Leipzig)                | 2:21:55  |
| 2     | Philipp Büttner (TSV Friedberg-Fauerbach)        | 2:25:13  |
| 3     | Dirk Schwarzbach (TSV Kirchdorf)                 | 2:25:37  |
| 4     | Jens Köstle (TB Wilferdingen)                    | 2:26:17  |
| 5     | Stephan Schu (SV Schlau.com Saar 05 Saarbrücken) | 2:27:02  |
| 6     | Daniel Pickl (LG Rupertiwinkel)                  | 2:27:45  |
| 7     | Tobias van Ghemen (ASC Darmstadt)                | 2:28:12  |
| 8     | Markus von Ghemen (TV Schriesheim)               | 2:28:17  |

Datum: 8. Oktober
fand im Rahmen des München-Marathons statt

### Marathon, Mannschaftswertung
| Platz | Verein, Besetzung                                                             | Zeit (h) |
| ----- | ----------------------------------------------------------------------------- | -------- |
| 1     | SC DHFK Leipzig I (Matthias Körner, Peter Müller, Holger Zander)              | 7:27:39  |
| 2     | TSV Friedberg-Fauerbach (Philipp Büttner, Marco Diehl, Jörg Jung)             | 7:35:02  |
| 3     | SV Schlau.com Saar 05 Saarbrücken (Stephan Schu, Martin Schedler, Frank Hahn) | 7:38:47  |
| 4     | DJK Armada Würselen (André Collet, Martin Lohbreyer, Jörg Achten)             | 7:45:22  |
| 5     | SC DHFK Leipzig II (Jörg Giebel, Jörg Richter, Jörg Matthee)                  | 7:47:14  |
| 6     | TSV Schloß Ricklingen (Dr. Uwe Linke, Hans-Peter Wollny, Jörg Bergstedt)      | 7:57:39  |
| 7     | PSV Grün-Weiß Kassel (Guido Hermes, Jürgen Wagner, Dr. Thomas Reidick)        | 7:58:28  |
| 8     | TuS Deuz (Matthias Kraft, Andreas Rottler, Stefan Brockfeld)                  | 8:04:18  |

Datum: 8. Oktober
fand im Rahmen des München-Marathons statt

### 100-km-Straßenlauf
| Platz | Athlet, Verein                           | Zeit (h) |
| ----- | ---------------------------------------- | -------- |
| 1     | Michael Sommer (Eichenkreuz Schwaikheim) | 6:57:19  |
| 2     | Jörg Hooß (LTF Marpingen)                | 7:08:37  |
| 3     | Thomas König (SuL Lößnitz)               | 7:09:12  |
| 4     | Sven Kersten (SC Brandenburg Berlin)     | 7:32:39  |
| 5     | Dr. Thomas Miksch (TV Jahn Kempten)      | 7:35:31  |
| 6     | Ronald Gasch (Chemnitzer LV Megware)     | 7:37:48  |
| 7     | Michael Vanicek (LG Nord Berlin)         | 7:43:00  |
| 8     | Robert Wimmer (LG Nürnberg)              | 7:43:36  |

Datum: 10. September
fand in Hanau-Rodenbach statt

### 100-km-Straßenlauf, Mannschaftswertung
| Platz | Verein, Besetzung                                                          | Zeit (h) |
| ----- | -------------------------------------------------------------------------- | -------- |
| 1     | Eichenkreuz Schwaikheim (Michael Sommer, Armin Härle, Jochen Höschele)     | 22:44:28 |
| 2     | LG Würzburg (Rainer Wilfried Koch, Matthias Schmitt, Paul Riedel)          | 24:17:51 |
| 3     | LTF Marpingen (Jörg Hooß, Gernot Helferich, Robert Feller)                 | 24:18:21 |
| 4     | SVG Groß Bülten (Klaus-Dieter Minnich, Elgar Bosle, Wolfgang Schaffranek)  | 24:22:21 |
| 5     | SSC Hanau-Rodenbach (Sebastian Kraft, Gerald Dudacy, Michael Heer)         | 25:15:13 |
| 6     | SG Neukirchen-Hülchrath (Dr. Stefan Weigelt, Willy Helfenstein, Jörg Just) | 25:35:49 |
| 7     | Marathon-Club Menden (Thomas Mirz, Karl Gerlach, Friedrich Hofmann)        | 25:55:01 |
| 8     | LG Würzburg (Christoph Hoffmann, Florian Reus, Erwin Jäger)                | 26:31:22 |

Datum: 10. September
fand in Hanau-Rodenbach statt

### 110 m Hürden
| Platz | Athlet, Verein                              | Zeit (s) |
| ----- | ------------------------------------------- | -------- |
| 1     | Thomas Blaschek (LAZ Leipzig)               | 13,38    |
| 2     | Jens Werrmann (LAZ Zweibrücken)             | 13,62    |
| 3     | vo Burkhardt (SV Halle)                     | 13,81    |
| 4     | Helge Schwarzer (Hannover 96)               | 13,86    |
| 5     | Jan Schindzielorz (LG Erlangen)             | 13,86    |
| 6     | Lars Birger Hense (TSV Friedberg-Fauerbach) | 14,05    |
| 7     | Paul Dittmer (MTV Hanstedt)                 | 14,12    |
| 8     | Erik Balnuweit (TuS Jena)                   | 14,24    |

Datum: 15. Juli
Wind: +1,0 m/s

### 400 m Hürden
| Platz | Athlet, Verein                           | Zeit (s) |
| ----- | ---------------------------------------- | -------- |
| 1     | Adrian Schürmann (LG Porta Westfalica)   | 50,33    |
| 2     | Andreas Wickert (TSV Rudow 1888)         | 50,78    |
| 3     | Jan Schneider (VfL Sindelfingen)         | 50,85    |
| 4     | Christian Duma (LG Eintracht Frankfurt)  | 51,38    |
| 5     | Henning Hackelbusch (TV Wattenscheid 01) | 51,58    |
| 6     | Michael Pfaff (OSC Berlin)               | 51,74    |
| 7     | Philipp Bastians (SC Magdeburg)          | 52,25    |
| 8     | Torben Bieler (LG Weserbergland)         | 52,80    |

Datum: 16. Juli

### 3000 m Hindernis
| Platz | Athlet, Verein                                | Zeit (min) |
| ----- | --------------------------------------------- | ---------- |
| 1     | Steffen Uliczka (SG TSV Kronshagen/Kieler TB) | 8:42,06    |
| 2     | Norbert Löwa (LG Nord Berlin)                 | 8:49,83    |
| 3     | Florian Holzinger (TuS Feuchtwangen)          | 8:59,83    |
| 4     | Christian Biele (LC Erfurt)                   | 9:01,00    |
| 5     | Matthias Ewender (LG Region Landshut)         | 9:09,38    |
| 6     | Marc Pähler (LG Olympia Dortmund)             | 9:09,40    |
| 7     | Hannes Liebach (LC Cottbus)                   | 9:24,31    |

Datum: 15. Juli

### 4 × 100 m Staffel
| Platz | Verein, Besetzung                                                                                             | Zeit (s) |
| ----- | --- | -------- |
| 1     | TV Wattenscheid 01 (Alexander Kosenkow, Holger Blume, Sebastian Ernst, Ronny Ostwald)                         | 39,48    |
| 2     | TSV Friedberg-Fauerbach (Michael Weber, Till Helmke, Nils Müller, Florian Schwalm)                            | 40,11    |
| 3     | LAC Erdgas Chemnitz (Marco Richter, Tobias Pfennig, Sven Mehlhorn, Martin Keller)                             | 40,41    |
| 4     | TSV Bayer 04 Leverkusen (Daniel Brischke, Stefan Wieser, Peter Schnabel, Sebastian Bayer)                     | 40,50    |
| 5     | LAZ Salamander Kornwestheim-Ludwigsb. I (Martin Obenland, Johannes Lohrer, David Schahbasian, Markus Malucha) | 40,82    |
| 6     | MTG Mannheim (Waldemar Graf, Marc Rieß, Andreas Huber, Robin Eberius)                                         | 41,07    |
| 7     | LAZ Salamander Kornwestheim-Ludwigsburg II (Simon Bräuchle, Stefan Krebs, Martin Schäfer, Marcel Zelenka)     | 41,51    |
| 8     | SCC Berlin (George Petzoldt, Raschid Semghoun, Lukasz Majchrzak, Michael Möller)                              | 41,56    |

Datum: 15. Juli

### 4 × 400 m Staffel
| Platz | Verein, Besetzung                                                                                    | Zeit (min) |
| ----- | --- | ---------- |
| 1     | LG Eintracht Frankfurt (Thomas Wilhelm, Sebastian Gatzka, Stefan Kuhlee, Kamghe Gaba)                | 3:07,94    |
| 2     | OSC Berlin (Ralf Riester, Sven Buggel, Florian Seitz, Stefan Beyer)                                  | 3:07,97    |
| 3     | TSV Bayer 04 Leverkusen (Rasgawa Pinnock, Stefan Drews, Stefan Wieser, Ingo Schultz)                 | 3:12,27    |
| 4     | VfL Sindelfingen (Stefan Kinzy, Steffen Sattelmaier, Tim Assenheimer, Jan Schneider)                 | 3:13,60    |
| 5     | LAZ Salamander Kornwestheim-Ludwigsburg (Oliver Krebs, Stefan Krebs, Florian Gamper, Nico Motchebon) | 3:15,89    |
| 6     | LG Karlsruhe (Roland Rössler, Sascha Grübel, Robert Rissmann, Hauke Hein)                            | 3:17,63    |
| 7     | SC Potsdam (Tobias Schneider, Tobias Conrad, Björn Leow, Guido Dannehl)                              | 3:19,54    |
| 8     | LG Osnabrück (Dominic Ojinnaka, Timo Gruber, Frank Schnieders, Torsten Gruber)                       | 3:20,28    |

Datum: 16. Juli

### 3 × 1000 m Staffel
| Platz | Verein, Besetzung                                                           | Zeit (min) |
| ----- | --------------------------------------------------------------------------- | ---------- |
| 1     | LG Nord Berlin I (Jonas Stifel, Carsten Schlangen, Franek Haschke)          | 7:06,26    |
| 2     | TH Laufclub Erfurt (Christoph Moormann, Stefan Eberhardt, Andreas Freimann) | 7:13,78    |
| 3     | LG Nord Berlin II (Moritz Höft, Merlin Rose, Falko Zauber)                  | 7:14,85    |
| 4     | LG Olympia Dortmund (Henrik Böhringer, Christophe Chayriguet, Steffen Co)   | 7:18,45    |
| 5     | LAV Asics Tübingen (Matthias Keller, Filmon Ghirmai, Christian Atz)         | 7:18,98    |
| 6     | LSG Aalen (Christian Munz, Tillmann Weiss, Martin Allgeyer)                 | 7:20,60    |
| 7     | SG TSV Kronshagen/Kieler TB (Lars Neumann, Steffen Uliczka, Max Wessel)     | 7:20,81    |
| 8     | VfL Sindelfingen (Malte Endres, Florian Beslmeisl, Bastian Franz)           | 7:21,12    |

Datum: 6. Mai
fand in Tübingen zusammen mit den Meisterschaften über 10.000 m statt

### 10.000-m-Bahngehen
| Platz | Athlet, Verein                 | Zeit (min) |
| ----- | ------------------------------ | ---------- |
| 1     | André Höhne (SCC Berlin)       | 39:27,33   |
| 2     | Andreas Erm (SC Potsdam)       | 40:42,13   |
| 3     | Maik Berger (SC Potsdam)       | 40:45,64   |
| 4     | Carsten Schmidt (SC Potsdam)   | 40:54,14   |
| 5     | Hannes Tonat (Erfurter LAC)    | 41:12:35   |
| 6     | Steffen Borsch (1. LAC Dessau) | 43:48,25   |
| 7     | Maik Schneider (ASV Erfurt)    | 46:01,16   |

Datum: 15. Juli

### 20-km-Gehen
| Platz | Athlet, Verein                       | Zeit (h) |
| ----- | ------------------------------------ | -------- |
| 1     | André Höhne (SCC Berlin)             | 1:26:53  |
| 2     | Maik Berger (SC Potsdam)             | 1:28:17  |
| 3     | Carsten Schmidt (SC Potsdam)         | 1:29:41  |
| 4     | Hannes Tonat (Erfurter LAC)          | 1:33:54  |
| 5     | Jan Albrecht (Erfurter LAC)          | 1:34:35  |
| 6     | Steffen Borsch (1. LAC Dessau)       | 1:36:53  |
| 7     | Axel Ollech (LG-Geroldseck Lahr)     | 1:39:44  |
| 8     | Michael Schneider (SG 05 Ronnenberg) | 1:42:23  |

Datum: 24. Juni
fand in Breitenbrunn statt

### 20-km-Gehen, Mannschaftswertung
| Platz | Verein, Besetzung                                                                | Zeit (h) |
| ----- | -------------------------------------------------------------------------------- | -------- |
| 1     | Erfurter LAC (Hannes Tonat, Jan Albrecht, Jürgen Albrecht)                       | 5:06:55  |
| 2     | LAC Dessau (Steffen Borsch, Dick Gnauck, Mario Kerber)                           | 5:24:35  |
| 3     | LAC Quelle Fürth/München/Würzburg (Denis Franke, Wolfgang Kretz, Alfons Schwarz) | 6:07:33  |
| 4     | DJK Sparta Langenhagen (Karl Degener, Bernd Luther, Bernd Affeln)                | 6:40:24  |
| 5     | TV Ludweiler (Christian Bastian, Christof Hölle, Hans Joachim Dilg)              | 7:10:09  |

Datum: 24. Juni
fand in Breitenbrunn statt

### 50-km-Gehen
| Platz | Athlet, Verein                                   | Zeit (h) |
| ----- | ------------------------------------------------ | -------- |
| 1     | André Höhne (SCC Berlin)                         | 3:56:37  |
| 2     | Michael Krause (LG Offenburg)                    | 4:10:35  |
| 3     | Maik Berger (SC Potsdam)                         | 4:24:27  |
| 4     | Helmut Prieler (SpVgg. Niederaichbach)           | 4:57:38  |
| 5     | Denis Franke (LAC Quelle Fürth/München/Würzburg) | 5:02:33  |
| 6     | Detlef Hecht (TV Lahr)                           | 5:30:22  |
| 7     | Günter Evertz (Polizei SV Berlin)                | 5:32:36  |
| 8     | Erhard Wolf (1. LAC Dessau)                      | 5:51:25  |

Datum: 8. April
fand in Biberach statt

### Hochsprung
| Platz | Athlet, Verein                              | Höhe (m) |
| ----- | ------------------------------------------- | -------- |
| 1     | Eike Onnen (LG Hannover)                    | 2,23     |
| 2     | Martin Günther (TV Wehr)                    | 2,23     |
| 3     | Raúl Spank (Dresdner SC)                    | 2,20     |
| 4     | Roman Fricke (TSV Bayer 04 Leverkusen)      | 2,10     |
| 5     | Sebastian Kneifel (TSV Bayer 04 Leverkusen) | 2,10     |
| 5     | Daniel Schäfer (Erfurter LAC)               | 2,10     |
| 5     | René Stauß (LG Sigmaringen)                 | 2,10     |
| 8     | Jan Hentel (LG Hannover)                    | 2,10     |

Datum: 16. Juli

### Stabhochsprung
| Platz | Athlet, Verein                                | Höhe (m) |
| ----- | --------------------------------------------- | -------- |
| 1     | Lars Börgeling (TSV Bayer 04 Leverkusen)      | 5,75     |
| 2     | Richard Spiegelburg (TSV Bayer Leverkusen)    | 5,70     |
| 3     | Tim Lobinger (ASV Köln)                       | 5,60     |
| 4     | Danny Ecker (TSV Bayer Leverkusen)            | 5,50     |
| 5     | Malte Mohr (TSV Bayer Leverkusen)             | 5,50     |
| 6     | Dennis Leyckes (LAV Bayer Uerdingen/Dormagen) | 5,40     |
| 6     | Björn Otto (LAV Bayer Uerdingen/Dormagen)     | 5,40     |
| 8     | Tobias Scherbarth (TSV Bayer Leverkusen)      | 5,40     |

Datum: 15. Juli

### Weitsprung
| Platz | Athlet, Verein                              | Weite (m) |
| ----- | ------------------------------------------- | --------- |
| 1     | Sebastian Bayer (TSV Bayer 04 Leverkusen)   | 7,95      |
| 2     | Christoph Stolz (VfL Wolfsburg)             | 7,84      |
| 3     | Kofi Amoah Prah (LG Nike Berlin)            | 7,75      |
| 4     | Schahriar Bigdeli (TSV Bayer 04 Leverkusen) | 7,68      |
| 5     | Christian Kaczmarek (Berliner SV 1892)      | 7,65      |
| 6     | Oliver Koenig (LAZ Leipzig)                 | 7,63      |
| 7     | Nils Winter (TSV Bayer 04 Leverkusen)       | 7,59      |
| 8     | Christian Reif (ABC Ludwigshafen)           | 7,57      |

Datum: 15. Juli

### Dreisprung
| Platz | Athlet, Verein                                    | Weite (m) |
| ----- | ------------------------------------------------- | --------- |
| 1     | Andreas Pohle (ASV Erfurt)                        | 16,97     |
| 2     | Thomas Moede (LAC Berlin)                         | 16,47     |
| 3     | Konstantin Gens (TV Wattenscheid 01)              | 16,19     |
| 4     | Rudolf Helpling (LT DSHS Köln)                    | 16,15     |
| 5     | Martin Münkle (LG Filstal)                        | 15,13     |
| 6     | Daniel Kohle (LG Ratio Münster)                   | 15,06     |
| 7     | Andreas Beraz (LAC Quelle Fürth/München/Würzburg) | 15,00     |
| 8     | Olaf Pusch (LG Nike Berlin)                       | 14,97     |

Datum: 16. Juli

### Kugelstoßen
| Platz | Athlet, Verein                                   | Weite (m) |
| ----- | ------------------------------------------------ | --------- |
| 1     | Ralf Bartels (SC Neubrandenburg)                 | 20,26     |
| 2     | Peter Sack (LAZ Leipzig)                         | 20,13     |
| 3     | Andy Dittmar (LG Ohra Hörselgas)                 | 20,04     |
| 4     | Detlef Bock (VfL Wolfsburg)                      | 19,99     |
| 5     | Sven-Eric Hahn (VfL Sindelfingen)                | 18,86     |
| 6     | Robert Dippl (LAC Quelle Fürth/München/Würzburg) | 18,25     |
| 7     | Marco Schmidt (LC Pforzheim)                     | 18,11     |
| 8     | Philipp Barth (TV Wattenscheid 01)               | 17,78     |

Datum: 16. Juli

### Diskuswurf
| Platz | Athlet, Verein                           | Weite (m) |
| ----- | ---------------------------------------- | --------- |
| 1     | Lars Riedel (LAC Erdgas Chemnitz)        | 65,75     |
| 2     | Robert Harting (SCC Berlin)              | 62,00     |
| 3     | Michael Möllenbeck (TV Wattenscheid 01)  | 61,75     |
| 4     | Torsten Schmidt (1. LAV Rostock)         | 57,98     |
| 5     | Michael Lischka (LG Eintracht Frankfurt) | 57,61     |
| 6     | Heinrich Seitz (LG Eintracht Frankfurt)  | 57,54     |
| 7     | Sascha Hördt (TSG 1862 Weinheim)         | 54,89     |
| 8     | Ralf Mordhorst (LG Wedel-Pinneberg)      | 53,77     |

Datum: 15. Juli

### Hammerwurf
| Platz | Athlet, Verein                                   | Weite (m) |
| ----- | ------------------------------------------------ | --------- |
| 1     | Markus Esser (TSV Bayer 04 Leverkusen)           | 78,43     |
| 2     | Karsten Kobs (BV Teutonia Lanstrop)              | 78,10     |
| 3     | Steve Harnapp (LV 90 Thum)                       | 73,15     |
| 4     | Jens Rautenkranz (USC Mainz)                     | 72,83     |
| 5     | Holger Klose (SV Schlau.com Saar 05 Saarbrücken) | 72,51     |
| 6     | Benjamin Boruschewski (TSV Bayer 04 Leverkusen)  | 71,50     |
| 7     | Marcus Kahlmeyer (VfL Wolfsburg)                 | 69,48     |
| 8     | Daniel Abramovic (LG Eintracht Frankfurt)        | 68,21     |

Datum: 16. Juli

### Speerwurf
| Platz | Athlet, Verein                                           | Weite (m) |
| ----- | -------------------------------------------------------- | --------- |
| 1     | Christian Nicolay (TV Wattenscheid 01)                   | 83,72     |
| 2     | Peter Esenwein (LAZ Salamander Kornwestheim-Ludwigsburg) | 82,78     |
| 3     | Mark Frank (1. LAV Rostock)                              | 79,64     |
| 4     | Stefan Wenk (VfL Sindelfingen)                           | 77,37     |
| 5     | Björn Lange (SC Magdeburg)                               | 77,12     |
| 6     | Marcel Plautz (SCC Berlin)                               | 75,73     |
| 7     | Fabian Heinemann (SC Magdeburg)                          | 73,27     |
| 8     | Manuel Nau (SCC Berlin)                                  | 72,98     |

Datum: 16. Juli

### Zehnkampf
| Platz | Athlet, Verein                           | Leistung (Pkte) |
| ----- | ---------------------------------------- | --------------- |
| 1     | Lars Albert (LAC 1992 Elm)               | 7848            |
| 2     | Jacob Minah (LG Göttingen)               | 7731            |
| 3     | Matti Herrmann (SG Vorwärts Frankenberg) | 7266            |
| 4     | Nicolai Peselmann (OTB Osnabrück)        | 7000            |
| 5     | Patrick Haßfeld (TV Bad Rappenau)        | 6968            |
| 6     | Willy Sebastian Metzger (LT DSHS Köln)   | 6956            |
| 7     | Uwe Büchele (Ettlinger SV)               | 6854            |
| 8     | Georg Kruschinski (LC Paderborn)         | 6851            |

Datum: 2./3. September
fand in Wesel statt

### Zehnkampf, Mannschaftswertung
| Platz | Verein, Besetzung                                                               | Leistung (Pkte) |
| ----- | ------------------------------------------------------------------------------- | --------------- |
| 1     | LT DSHS Köln (Willy Sebastian Mertzger, Eric Schroers, Florian Heiler)          | 20.172          |
| 2     | OTB Osnabrück (Nicolai Peselmann, Sascha Gerlee, Daniel Kost)                   | 19.164          |
| 3     | LAV Stadtwerke Tübingen (Sven Bösing, Andreas Lechner, Julian Röhm)             | 18.933          |
| 4     | TSV Eltingen (Stepan Malek, Reiner Hauser, Michael Stahl)                       | 18.735          |
| 5     | LG Eintracht Frankfurt (Karsten Keller, Sebastian Strenkert, Maxim Kruschinski) | 18.675          |

Datum: 2./3. September
fand in Wesel statt
nur 5 Teams in der Wertung

### CrosslaufMittelstrecke –3,5 km
| Platz | Athlet, Verein                                      | Zeit (min) |
| ----- | --------------------------------------------------- | ---------- |
| 1     | Jonas Stifel (LG Nord Berlin)                       | 10:57      |
| 2     | Carsten Schlangen (LG Nord Berlin)                  | 11:00      |
| 3     | Christian Lenk (LG Badenova Nordschwarzwald)        | 11:01      |
| 4     | Fahd Mellouk (TSV Bayer 04 Leverkusen)              | 11:02      |
| 5     | Lars Haferkamp (TV Refrath)                         | 11:05      |
| 6     | Carlo Schuff (Post-Sport Telekom Trier)             | 11:08      |
| 7     | Jan Christian Krauspe (LG Domspitzmilch Regensburg) | 11:11      |
| 8     | Oliver Koch (VfB Germania Halberstadt)              | 11:14      |

Datum: 11. März
fand in Regensburg statt

### CrosslaufMittelstrecke –3,5 km, Mannschaftswertung
| Platz | Verein, Besetzung                                                                | Platzziffer |
| ----- | -------------------------------------------------------------------------------- | ----------- |
| 1     | Post-Sport Telekom Trier (Carlo Schuff, Marc-André Kowalinski, Michael Plaul)    | 32          |
| 2     | LG Nord Berlin (Jonas Stifel, Carsten Schlangen, Kai-Markus Kirchner)            | 34          |
| 3     | TV Wattenscheid 01 (Christian Ritosek, Claudius Hoff, Thorben Grothaus)          | 62          |
| 4     | TSV Bayer 04 Leverkusen (Fahd Mellouk, Ricardo Filipe Giehl, Martin Czarnietzki) | 64          |
| 5     | LG Badenova Nordschwarzwald (Christian Lenk, Thorsten Banzhaf, Tobias Giering)   | 65          |
| 6     | LG Domspitzmilch Regensburg (Jan Christian Krauspe, Dennis Pyka, German Hehn)    | 84          |
| 7     | 1. LAV Rostock (Ulf Wendler, Peter Donndorf, Christoph Thürkow)                  | 91          |
| 8     | PTSV Jahn Freiburg (Dominik Burkhardt, Michael Fuss, David Kiefer)               | 96          |

Datum: 11. März
fand in Regensburg statt

### CrosslaufLangstrecke –9,8 km
| Platz | Athlet, Verein                            | Zeit (min) |
| ----- | ----------------------------------------- | ---------- |
| 1     | Sebastian Hallmann (LAV Asics Tübingen)   | 33:36      |
| 2     | Arne Gabius (LAV Asics Tübingen)          | 33:46      |
| 3     | Raphael Schäfer (LC asics Rehlingen)      | 33:58      |
| 4     | André Green (LG Wedel-Pinneberg)          | 34:33      |
| 5     | Philipp Büttner (TSV Friedberg-Fauerbach) | 34:42      |
| 6     | Heiko Middelhoff (MTV Ingolstadt)         | 34:53      |
| 7     | André Sommer (SC DHfK Leipzig)            | 35:00      |
| 8     | Florian Holzinger (TuS Feuchtwangen)      | 35:02      |

Datum: 11. März
fand in Regensburg statt

### CrosslaufLangstrecke –9,8 km, Mannschaftswertung
| Platz | Verein, Besetzung                                                             | Platzziffer |
| ----- | ----------------------------------------------------------------------------- | ----------- |
| 1     | LAV Asics Tübingen (Sebastian Hallmann, Arne Gabius, Daniel Kittel)           | 028         |
| 2     | LG Wedel-Pinneberg (André Green, Jannis Kellermann, Konstantin Albrecht)      | 040         |
| 3     | SC DHfK Leipzig (André Sommer, Jens Borrmann, Oliver Uhlig)                   | 042         |
| 4     | PTSV Jahn Freiburg (Max Frei, Hartwig Potthin, Ruben Welsch)                  | 066         |
| 5     | LLC Marathon Regensburg (Jörg Bühner, Ralf Preißl, Marco Sturm)               | 077         |
| 6     | LG Domspitzmilch Regensburg (Dennis Pyka, René Manthee, Dr. Holger Ahrenberg) | 088         |
| 7     | LG Erlangen (Joseph Katib, Björn Day, Jago Liss)                              | 113         |
| 8     | Post-Sport Telekom Trier (Dominik Bolten, Carsten Krause, Thorsten Krause)    | 127         |

Datum: 11. März
fand in Regensburg statt

### Berglauf–8,0 km
| Platz | Athlet, Verein                               | Zeit (min) |
| ----- | -------------------------------------------- | ---------- |
| 1     | Helmut Schiessl (TSV Buchenberg)             | 40:11      |
| 2     | Timo Zeiler (TSV Trochtelfingen)             | 40:57      |
| 3     | Markus Jenne (USC Freiburg)                  | 41:44      |
| 4     | Dominik Wagner (LG Domspitzmilch Regensburg) | 42:36      |
| 5     | Sven Weyer (SC DHfK Leipzig)                 | 42:41      |
| 6     | Andreas Stitzl (SC Bergen)                   | 43:01      |
| 7     | Marcus Enders (SV Frankenheim)               | 43:09      |
| 8     | Benjamin Lindner (SC DHfK Leipzig)           | 43:28      |

Datum: 13. August
fand in Schwangau statt

### Berglauf–8,0 km, Mannschaftswertung
| Platz | Verein, Besetzung                                                              | Platzziffer |
| ----- | ------------------------------------------------------------------------------ | ----------- |
| 1     | SC DHfK Leipzig (Sven Weyer, Benjamin Lindner, Lars Melchien)                  | 031         |
| 2     | LAZ Puma Troisdorf/Siegburg (Mike Mariathasan, Daniel Exner, Philipp Spindler) | 078         |
| 3     | LG Baunatal/Fuldabrück (Johannes Jungton, Matthias Jahn, Markus Jahn)          | 081         |
| 4     | LG Brandenkopf (Ulrich Benz, Joachim Benz, Joachim Heinz)                      | 081         |
| 5     | SVO LA Germaringen (Martin Echtler, Helmut Strobl, Xaver Stückl)               | 087         |
| 6     | SV 1923 Ohmenhausen (Markus Ruopp, Simon Hirrle, Robert Kübel jun.)            | 112         |
| 7     | SC Haag (Marcus Schober, Georg Preuß, Johann Huber)                            | 125         |
| 8     | LG Vogtland (Thomas Ungethüm, Jörg Ungethüm, Enrico Thomae)                    | 139         |

Datum: 13. August
fand in Schwangau statt

## Meisterschaftsresultate Frauen

### 100 m
| Platz | Athletin, Verein                                            | Zeit (s) |
| ----- | ----------------------------------------------------------- | -------- |
| 1     | Verena Sailer (LAC Quelle Fürth/München/Würzburg)           | 11,62    |
| 2     | Katja Wakan (Hallesche Leichtathletik-Freunde)              | 11,70    |
| 3     | Cathleen Tschirch (LG Weserbergland)                        | 11,71    |
| 4     | Marion Wagner (USC Mainz)                                   | 11,78    |
| 5     | Karoline Köhler (TV Wattenscheid 01)                        | 11,80    |
| 6     | Gabriele Rockmeier (LG Olympia Dortmund)                    | 11,86    |
| 7     | Anja Wurm (LAC Quelle Fürth/München/Würzburg)               | 11,89    |
| 8     | Franziska Bertenbreiter (LAC Quelle Fürth/München/Würzburg) | 11,93    |

Datum: 15. Juli
Wind: −1,2 m/s

### 200 m
| Platz | Athletin, Verein                         | Zeit (s) |
| ----- | ---------------------------------------- | -------- |
| 1     | Jala Gangnus (LG Weserbergland)          | 23,59    |
| 2     | Cathleen Tschirch (LG Weserbergland)     | 23,59    |
| 3     | Juliane Stolle (LAZ Leipzig)             | 23,72    |
| 4     | Maren Schulze (LG Nord Berlin)           | 23,76    |
| 5     | Sabrina Mulrain (MTG Mannheim)           | 24,24    |
| 6     | Angela Fleig (USC Freiburg)              | 24,26    |
| 7     | Mareike Peters (TSV Bayer 04 Leverkusen) | 24,29    |
| 8     | Nicole Marahrens (LG Weserbergland)      | 24,39    |

Datum: 16. Juli
Wind: −0,5 m/s

### 400 m
| Platz | Athletin, Verein                              | Zeit (s) |
| ----- | --------------------------------------------- | -------- |
| 1     | Claudia Hoffmann (SC Potsdam)                 | 51,86    |
| 2     | Korinna Fink (LG Eintracht Frankfurt)         | 52,47    |
| 3     | Anja Pollmächer (LAC Erdgas Chemnitz)         | 52,90    |
| 4     | Nadine Balkow (LG Nike Berlin)                | 53,24    |
| 5     | Jana Neubert (LAC Erdgas Chemnitz)            | 53,54    |
| 6     | Julia-Kristin Kunz (LG Nike Berlin)           | 54,21    |
| 7     | Caroline Dieckhöner (TSV Bayer 04 Leverkusen) | 54,68    |
| 8     | Diana Weber (SV Halle)                        | 55,17    |

Datum: 16. Juli

### 800 m
| Platz | Athletin, Verein                        | Zeit (min) |
| ----- | --------------------------------------- | ---------- |
| 1     | Monika Gradzki (TV Wattenscheid 01)     | 2:05,40    |
| 2     | Janina Goldfuß (TV Wattenscheid 01)     | 2:05,90    |
| 3     | Annett Horna (TSV Bayer 04 Leverkusen)  | 2:06,29    |
| 4     | Sylvia Mauritz (SV Gendorf Burgkirchen) | 2:07,70    |
| 5     | Diana Diesel (LG Asics Pirna)           | 2:07,88    |
| 6     | Claudia Schultz (LG Wedel-Pinneberg)    | 2:08,39    |
| 7     | Mandy Junghans (Dresdner SC)            | 2:08,61    |
| 8     | Kristin Baarck (SC Neubrandenburg)      | 2:10,50    |

Datum: 16. Juli

### 1500 m
| Platz | Athletin, Verein                                   | Zeit (min) |
| ----- | -------------------------------------------------- | ---------- |
| 1     | Kerstin Werner (TV Wattenscheid 01)                | 4:21,41    |
| 2     | Antje Möldner (SC Potsdam)                         | 4:23,14    |
| 3     | Juliane Becker (LAC Quelle Fürth/München/Würzburg) | 4:24,17    |
| 4     | Katrin Trauth (LC Erfurt)                          | 4:24,32    |
| 5     | Anja Reinhardt (LG Weinstadt)                      | 4:28,83    |
| 6     | Kerstin Marxen (TSV Bayer 04 Leverkusen)           | 4:28,94    |
| 7     | Cornelia Schwennen (SV Concordia Emsbüren)         | 4:30,18    |
| 8     | Maria Werner (Schweriner SC)                       | 4:30,29    |

Datum: 16. Juli

### 5000 m
| Platz | Athletin, Verein                                 | Zeit (min) |
| ----- | ------------------------------------------------ | ---------- |
| 1     | Irina Mikitenko (TV Wattenscheid 01)             | 15:28,00   |
| 2     | Sabrina Mockenhaupt (Kölner Verein für Marathon) | 15:40,55   |
| 3     | Ulrike Maisch (1. LAV Rostock)                   | 16:14,29   |
| 4     | Melanie Kraus (TSV Bayer 04 Leverkusen)          | 16:25,98   |
| 5     | Julia Viellehner (TSV Winhöring)                 | 16:40,87   |
| 6     | Simret Restle (LG Eintracht Frankfurt)           | 16:48,04   |
| 7     | Eva Trost (LG Rupertiwinkel)                     | 16:49,51   |
| 8     | Marina Hilschenz (LG Wedel-Pinneberg)            | 16:50,51   |

Datum: 15. Juli

### 10.000 m
| Platz | Athletin, Verein                                        | Zeit (min) |
| ----- | ------------------------------------------------------- | ---------- |
| 1     | Irina Mikitenko (TV Wattenscheid 01)                    | 32:30,33   |
| 2     | Michaela Schedler (LG Domspitzmilch Regensburg)         | 34:10,05   |
| 3     | Simret Restle (LG Eintracht Frankfurt)                  | 34:36,89   |
| 4     | Anja Schnabel (LAZ Salamander Kornwestheim-Ludwigsburg) | 34:49,27   |
| 5     | Birte Bultmann (LG Braunschweig)                        | 35:31,22   |
| 6     | Ulrike Dreißigacker (TSV Kirchdorf)                     | 35:45,99   |
| 7     | Dagmar Schaedel (ASV Köln)                              | 35:49,82   |
| 8     | Andrea Stengel (LG Domspitzmilch Regensburg)            | 36:01,03   |

Datum: 6. Mai
fand in Tübingen zusammen mit den Meisterschaften in den Langstaffeln statt

### 10-km-Straßenlauf
| Platz | Athletin, Verein                                        | Zeit (min) |
| ----- | ------------------------------------------------------- | ---------- |
| 1     | Irina Mikitenko (TV Wattenscheid 01)                    | 32:30      |
| 2     | Susanne Hahn (SV Schlau.com Saar 05 Saarbrücken)        | 34:01      |
| 3     | Simret Restle (LG Eintracht Frankfurt)                  | 34:11      |
| 4     | Stephanie Beckmann (LG Leinfelden-Echterdingen)         | 34:12      |
| 5     | Eva Maria Stöwer (LAC Veltins Hochsauerland)            | 34:22      |
| 6     | Ulrike Dreißigacker (TSV Kirchdorf)                     | 34:40      |
| 7     | Marina Hilschenz (LG Wedel-Pinneberg)                   | 35:16      |
| 8     | Anja Schnabel (LAZ Salamander Kornwestheim-Ludwigsburg) | 35:16      |

Datum: 10. September
fand in Regensburg statt

### 10-km-Straßenlauf, Mannschaftswertung
| Platz | Verein, Besetzung                                                                  | Zeit (h) |
| ----- | ---------------------------------------------------------------------------------- | -------- |
| 1     | SV Schlau.com Saar 05 Saarbrücken (Susanne Hahn, Marion Jakobs, Claudia Rausch)    | 1:48:00  |
| 2     | LG Domspitzmilch Regensburg I (Andrea Stengel, Viola Schäffer, Katharina Kaufmann) | 1:48:44  |
| 3     | LG Leinfelden-Echterdingen (Stephanie Beckmann, Nicole Ploog, Katrin Ochs)         | 1:51:54  |
| 4     | LG Domspitzmilch Regensburg II (Fakja Hofmann, Monika Hirt, Gaby Schöffmann)       | 1:52:43  |
| 5     | PSV Grün-Weiß Kassel (Stefanie Wiesmair, Ellen Weber, Stefanie Struschka)          | 1:54:38  |
| 6     | LG Eintracht Frankfurt (Simret Restle, Natascha Schmitt, Katharina Grohmann)       | 1:55:01  |
| 7     | LG Neu-Isenburg-Heusenstamm (Veronika Ulrich, Elizabeth Schröder, Martina Schuder) | 1:56:44  |
| 8     | TG Viktoria Augsburg (Petra Stöckmann, Martina Zieg, Stefanie Menter)              | 1:57,06  |

Datum: 10. September
fand in Regensburg statt

### Halbmarathon
| Platz | Athletin, Verein                                        | Zeit (h) |
| ----- | ------------------------------------------------------- | -------- |
| 1     | Luminita Zaituc (LG Braunschweig)                       | 1:14:37  |
| 2     | Julia Viellehner (TSV Winhöring)                        | 1:15:14  |
| 3     | Michaela Schedler (LG Domspitzmilch Regensburg)         | 1:16:26  |
| 4     | Veronika Ulrich (LG Neu-Isenburg-Heusenstamm)           | 1:18:53  |
| 5     | Birte Bultmann (LG Braunschweig)                        | 1:19:41  |
| 6     | Anja Schnabel (LAZ Salamander Kornwestheim-Ludwigsburg) | 1:20:01  |
| 7     | Andrea Stengel (LG Domspitzmilch Regensburg)            | 1:20:02  |
| 8     | Stefanie Buss (ASC Rosellen/Neuss)                      | 1:20:11  |

Datum: 26. März
fand in Herten-Bertlich statt

### Halbmarathon, Mannschaftswertung
| Platz | Verein, Besetzung                                                                            | Zeit (h) |
| ----- | -------------------------------------------------------------------------------------------- | -------- |
| 1     | LG Domspitzmilch Regensburg (Michaela Schedler, Andrea Stengel, Katharina Kaufmann)          | 3:48:08  |
| 2     | LG Braunschweig (Luminita Zaituc, Birte Bultmann, Katrin Knoke)                              | 4:05:00  |
| 3     | TG Viktoria Augsburg (Petra Stöckmann, Martina Zieg, Kathrin Luxenhofer)                     | 4:13:03  |
| 4     | LG Badenova Nordschwarzwald (Katrin Engelen, Britta Müller, Martina Sillak)                  | 4:20:19  |
| 5     | ASC Rosellen/Neuss (Stefanie Buss, Tanja Wimmer, Ute Jenke)                                  | 4:20:57  |
| 6     | SV Schlau.com Saar 05 Saarbrücken (Marion Jakobs, Gabriele Duchstein, Susanne Adler)         | 4:27:23  |
| 7     | SV Brackwede (Kirsten Heckmann, Michelle Tanya Hardy, Nicole Bornhütter)                     | 4:27:27  |
| 8     | LAZ Salamander Kornwestheim-Ludwigsburg (Anja Schnabel, Branka Hajek, Lisa-Solveiga Marholt) | 4:28:04  |

Datum: 26. März
fand in Herten-Bertlich statt

### Marathon
| Platz | Athletin, Verein                                  | Zeit (h) |
| ----- | ------------------------------------------------- | -------- |
| 1     | Carmen Siewert (Greifswalder SV 04)               | 2:47:22  |
| 2     | Andrea Stengel (LG Domspitzmilch Regensburg)      | 2:48:52  |
| 3     | Anke Holljesiefken (Spiridon Frankfurt)           | 2:48:57  |
| 4     | Monika Hirt (LG Domspitzmilch Regensburg)         | 2:48:58  |
| 5     | Birgitt Bohn (Spiridon Frankfurt)                 | 2:51:24  |
| 6     | Marion Jakobs (SV Schlau.com Saar 05 Saarbrücken) | 2:52:00  |
| 7     | Ilona Pfeiffer (TSG Dissen)                       | 2:55:14  |
| 8     | Vera Martens (TV Waldstraße Wiesbaden)            | 2:56:05  |

Datum: 8. Oktober
fand im Rahmen des München-Marathons statt

### Marathon, Mannschaftswertung
| Platz | Verein, Besetzung                                                                             | Zeit (h) |
| ----- | --------------------------------------------------------------------------------------------- | -------- |
| 1     | LG Domspitzmilch Regensburg (Andrea Stengel, Monika Hirt, Cornelia Firsching)                 | 8:36:15  |
| 2     | Spiridon Frankfurt (Anke Holljesiefken, Birgitt Bohn, Sandra Janisch)                         | 8:52:11  |
| 3     | SV Schlau.com Saar 05 Saarbrücken I (Marion Jakobs, Gabriele Duchstein, Susanne Trenz)        | 9:10:51  |
| 4     | ASC Rosellen/Neuss (Stefanie Buss, Tanja Wimmer, Angela Müller)                               | 9:28:10  |
| 5     | LSG Karlsruhe (Ulrike Hoeltz, Claudia Wollfarth, Irene Hofmann)                               | 9:33:25  |
| 6     | SV Schlau.com Saar 05 Saarbrücken II (Ursula Sinnewe, Marion Stras, Heike Brücker-Boghossian) | 9:48:35  |
| 7     | TSV 1886 Kandel (Ursula Wagner, Dr. Christiane Baral, Heidi Weibel)                           | 9:49:52  |
| 8     | TV Waldstraße Wiesbaden (Vera Martens, Ulla Zerban, Birgit Meyer)                             | 9:52:43  |

Datum: 8. Oktober
fand im Rahmen des München-Marathons statt

### 100-km-Straßenlauf
| Platz | Athletin, Verein                                | Zeit (h) |
| ----- | ----------------------------------------------- | -------- |
| 1     | Birgit Schönherr-Hölscher (PV-Triathlon Witten) | 7:48:33  |
| 2     | Marion Braun (SV Germania Eicherscheid)         | 8:13:22  |
| 3     | Carmen Hildebrand (SSC Hanau-Rodenbach)         | 8:33:37  |
| 4     | Angelika Hofmann (ETSV Lauda)                   | 8:42:36  |
| 5     | Ilona Schlegel (Melpomene Bonn)                 | 8:44:27  |
| 6     | Barbara Austermann (LG Ahlen)                   | 8:46:14  |
| 7     | Ulrike Steeger (LG Bonn/Troisdorf/Niederkassel) | 8:53:26  |
| 8     | Anke Drescher (SSC Hanau-Rodenbach)             | 8:56:42  |

Datum: 10. September
fand in Hanau-Rodenbach statt

### 100-km-Straßenlauf, Mannschaftswertung
| Platz | Verein, Besetzung                                                      | Zeit (h) |
| ----- | ---------------------------------------------------------------------- | -------- |
| 1     | TV Jahn Kempten (Antje Schuhaj, Andrea Grotz, Barbara Guaranti)        | 28:26:31 |
| 2     | SSC Hanau-Rodenbach (Carmen Hildebrand, Anke Drescher, Elke Händel)    | 29:26:54 |
| 3     | Alfterer Sportclub (Elke Melzer, Elisabeth Kraemer, Dr. Anna Straimer) | 33:06:27 |
| 4     | IGL Reutlingen (Gabriele Meretz, Marianne Topolski, Gudrun Kurtz)      | 36:47:43 |

Datum: 10. September
fand in Hanau-Rodenbach statt
nur 4 Teams in der Wertung

### 100 m Hürden
| Platz | Athletin, Verein                                            | Zeit (s) |
| ----- | ----------------------------------------------------------- | -------- |
| 1     | Kirsten Bolm (MTG Mannheim)                                 | 12,84    |
| 2     | Judith Ritz (LAZ Leipzig)                                   | 13,28    |
| 3     | Stephanie Lichtl (LAZ Salamander Kornwestheim-Ludwigsburg)  | 13,34    |
| 4     | Karin Ertl, geb. Specht (LG Domspitz Regensburg)            | 13,48    |
| 5     | Carolin Nytra (Bremer LT)                                   | 13,57    |
| 6     | Nadine Hildebrand (LAZ Salamander Kornwestheim-Ludwigsburg) | 13,64    |
| 7     | Aniko Bozsik (LG Kindelsberg Kreuztal)                      | 13,71    |
| DSQ   | Carolin Bogenrieder (LAC Quelle Fürth/München/Würzburg)     |          |

Datum: 15. Juli
Wind: +1,0 m/s

### 400 m Hürden
| Platz | Athletin, Verein                              | Zeit (s) |
| ----- | --------------------------------------------- | -------- |
| 1     | Claudia Marx (Erfurter LAC)                   | 56,14    |
| 2     | Anja Neupert (LG Nike Berlin)                 | 56,83    |
| 3     | Tina Kron (SV Schlau.com Saar 05 Saarbrücken) | 57,10    |
| 4     | Jonna Tilgner (Bremer LT)                     | 57,57    |
| 5     | Maren Schott (TSV Bayer 04 Leverkusen)        | 59,63    |
| 6     | Claudia Wehrsen (LT DSHS Köln)                | 59,88    |
| DNF   | Stefanie Gubitz (USC Mainz)                   |          |

Datum: 16. Juli

### 3000 m Hindernis
| Platz | Athletin, Verein                                   | Zeit (min) |
| ----- | -------------------------------------------------- | ---------- |
| 1     | Verena Dreier (LG Sieg)                            | 9:59,28    |
| 2     | Meike Rosenauer (LG Rems-Murr)                     | 10:16,56   |
| 3     | Birte Bultmann (LG Braunschweig)                   | 10:26,78   |
| 4     | Melanie Schultz (LC Erfurt)                        | 10:33,84   |
| 5     | Corinna Nuber (TSG 1845 Heilbronn)                 | 10:45,59   |
| 6     | Annette Weiss (Siegburger Turnverein)              | 10:52,44   |
| 7     | Felicitas Mensing (LV Biet)                        | 10:53,06   |
| 8     | Kristin Möller (LAC Quelle Fürth/München/Würzburg) | 11:01,03   |

Datum: 16. Juli

### 4 × 100 m Staffel
| Platz | Verein, Besetzung                                                                                    | Zeit (s) |
| ----- | --- | -------- |
| 1     | LG Weserbergland (Nina Giebel, Jala Gangnus, Cathleen Tschirch, Nicole Marahrens)                    | 44,79    |
| 2     | LAC Quelle Fürth/München/Würzburg (Johanna Braun, Verena Sailer, Franziska Breitenreiter, Anja Wurm) | 45,04    |
| 3     | TSV Bayer 04 Leverkusen (Anne-Kathrin Elbe, Sorina Nwachukwu, Mareike Peters, Katharina Naumann)     | 45,34    |
| 4     | SC Magdeburg (Elisa Sporlederf, Katja Börner, Julia Lesse, Isabel Galander)                          | 45,59    |
| 5     | TV Wattenscheid 01 (Karoline Köhler, Christina Frewer, Sandra Möller, Sina Schielke)                 | 45,63    |
| 6     | TuS Jena (Shari Morris, Nadine Stade, Katharina Kaiser, Sarah Möckel)                                | 45,81    |
| 7     | USC Bochum (Mara Konjer, Karen Stein, Kristina Stein, Jennifer Martin)                               | 46,06    |
| 8     | Bremer LT (Catharina Reppin, Carolin Nytra, Jonna Tilgner, Jana Loock)                               | 46,10    |

Datum: 15. Juli

### 4 × 400 m Staffel
| Platz | Verein, Besetzung                                                                             | Zeit (min) |
| ----- | --------------------------------------------------------------------------------------------- | ---------- |
| 1     | LG Nike Berlin (Nadine Balkow, Julia-Kristin Kunz, Anja Neupert, Janin Lindenberg)            | 3:39,38    |
| 2     | LG Kindelsberg Kreuztal (Anne Hintermaier, Katja Schönfelder, Janine Huber, Ayodele Buraimoh) | 3:43,74    |
| 3     | LG Karlsruhe (Evelyn Storz, Cornelia Moll, Larissa Kaufmann, Carolin Walter)                  | 3:43,74    |
| 4     | LG Rhein-Wied (Nicole Bleis, Annika Schmitt, Rebekka Kramer, Sylvia Semkowicz)                | 3:46,41    |
| 5     | Erfurter LAC (Stephanie Reich, Claudia Marx, Katharina Prinz, Ulrike Urbansky)                | 3:46,41    |
| 6     | TSV Bayer 04 Leverkusen (Maren Schott, Maike Wilden, Natalie Mehring, Caroline Dieckhöner)    | 3:46,75    |
| 7     | LT DSHS Köln (Claudia Wehrsen, Barbara Gähling, Angela Viegener, Sybille Dittrich)            | 3:46,92    |
| 8     | LG Minimax Seligenstadt (Lisa Weidelt, Annalena Meyer, Isabell Klein, Wiebke Ullmann)         | 3:47,44    |

Datum: 16. Juli

### 3 × 800 m Staffel
| Platz | Verein, Besetzung                                                               | Zeit (min) |
| ----- | ------------------------------------------------------------------------------- | ---------- |
| 1     | TV Wattenscheid 01 (Janina Goldfuß, Kerstin Werner, Monika Gradzki)             | 6:22,33    |
| 2     | SC Potsdam (Julia Hilgendorf, Claudia Hoffmann, Antje Möldner)                  | 6:24,92    |
| 3     | USC Mainz (Andrea Luy, Sabine Bachmann, Tanja Wittmann)                         | 6:39,91    |
| 4     | LAC Quelle Fürth/München/Würzburg (Kersten Flore, Uta Schäfer, Juliane Becker)  | 6:44,46    |
| 5     | LG Karlsruhe (Kathrin Tröndle, Cornelia Moll, Carolin Walter)                   | 6:48,58    |
| 6     | LG Hannover (Hjördis Hennig, Julia Kock, Gwendolyn Mewes)                       | 6:50,11    |
| 7     | LC Rothaus Breisgau (Carolin Lang, Nina Kallabis, Susanne Fendrich)             | 6:56,70    |
| 8     | LG Domspitzmilch Regensburg (Andrea Heuberger, Liesa Gläß, Daniela Struckmeyer) | 6:58,69    |

Datum: 6. Mai
fand in Tübingen zusammen mit den Meisterschaften über 10.000 m statt

### 5000-m-Bahngehen
| Platz | Athletin, Verein                              | Zeit (min) |
| ----- | --------------------------------------------- | ---------- |
| 1     | Sabine Zimmer (SC Potsdam)                    | 21:05,49   |
| 2     | Jenny Grasse (Erfurter LAC)                   | 23:18,23   |
| 3     | Kathrin Schulze (1. LAC Dessau)               | 23:43,37   |
| 4     | Bianca Schenker (LG Vogtland)                 | 24:42,77   |
| 5     | Friederike Bronswick (DJK Arminia Ibbenbüren) | 25:29,16   |

Datum: 15. Juli

### 20-km-Gehen
| Platz | Athletin, Verein                      | Zeit (h) |
| ----- | ------------------------------------- | -------- |
| 1     | Sabine Zimmer (SC Potsdam)            | 1:35:16  |
| 2     | Maja Landmann (PTSV Jahn Freiburg)    | 1:49:05  |
| 3     | Karen Böhme (LG Süd Berlin)           | 1:58:18  |
| 4     | Gisela Seifert (Polizei SV Berlin)    | 2:14:59  |
| 5     | Brigitte Zeidler (Polizei SV Berlin)  | 2:21:59  |
| 6     | Claudia Otte (DJK Sparta Langenhagen) | 2:28:48  |
| 7     | Krystyna Korbella (Polizei SV Berlin) | 2:41:23  |

Datum: 24. Juni
fand in Breitenbrunn statt

### 20-km-Gehen, Mannschaftswertung
| Platz | Verein, Besetzung                                                       | Zeit (h) |
| ----- | ----------------------------------------------------------------------- | -------- |
| 1     | Polizei SV Berlin (Krystyna Korbella, Brigitte Zeidler, Gisela Seifert) | 7:18:21  |

Datum: 24. Juni
nur 1 Mannschaft am Start

### Hochsprung
| Platz | Athletin, Verein                                | Höhe (m) |
| ----- | ----------------------------------------------- | -------- |
| 1     | Julia Hartmann (TSV Bayer 04 Leverkusen)        | 1,90     |
| 2     | Annett Engel (SC Potsdam)                       | 1,87     |
| 3     | Ariane Friedrich (LG Eintracht Frankfurt)       | 1,84     |
| 3     | Sophia Sagonas (LG Eintracht Frankfurt)         | 1,84     |
| 5     | Jennifer Klein (LG Brenztal)                    | 1,84     |
| 6     | Kathryn Holinski (LAV Bayer Uerdingen/Dormagen) | 1,84     |
| 7     | Annabella Scherer (LG Hohenfels)                | 1,80     |
| 8     | Anett Jambor (TV Gelnhausen)                    | 1,80     |

Datum: 15. Juli

### Stabhochsprung
| Platz | Athletin, Verein                            | Höhe (m) |
| ----- | ------------------------------------------- | -------- |
| 1     | Silke Spiegelburg (TSV Bayer 04 Leverkusen) | 4,55     |
| 2     | Anastasija Ryzih (ABC Ludwigshafen)         | 4,50     |
| 3     | Martina Strutz (SG Dynamo Schwerin)         | 4,45     |
| 4     | Yvonne Buschbaum (ABC Ludwigshafen)         | 4,40     |
| 5     | Carolin Hingst (USC Mainz)                  | 4,35     |
| 6     | Floé Kühnert (TSV Bayer 04 Leverkusen)      | 4,35     |
| 7     | Kristina Gadschiew (LAZ Zweibrücken)        | 4,25     |
| 8     | Lisa Ryzih (ABC Ludwigshafen)               | 4,25     |

Datum: 16. Juli

### Weitsprung
| Platz | Athletin, Verein                          | Weite (m) |
| ----- | ----------------------------------------- | --------- |
| 1     | Julia Mächtig (SC Neubrandenburg)         | 6,32      |
| 2     | Anika Leipold (Schweriner SC)             | 6,24      |
| 3     | Urszula Gutowicz-Westhof (LG Nike Berlin) | 6,15      |
| 4     | Kathrin Geißler (TuS Jena)                | 6,15      |
| 5     | Katja Demut (TuS Jena)                    | 6,12      |
| 6     | Claudia Rath (LG Dornburg)                | 6,04      |
| 7     | Jennifer Oeser (TSV Bayer 04 Leverkusen)  | 6,01      |
| 8     | Kathrin van Bühren (Kevelaerer SV)        | 5,91      |

Datum: 15. Juli

### Dreisprung
| Platz | Athletin, Verein                           | Weite (m) |
| ----- | ------------------------------------------ | --------- |
| 1     | Katja Pobanz, geb. Umlauft (1. LAC Dessau) | 13,67     |
| 2     | Silvia Otto (Erfurter LAC)                 | 13,52     |
| 3     | Katja Demut (TuS Jena)                     | 13,36     |
| 4     | Annelie Schrader (MTV Ingolstadt)          | 13,18     |
| 5     | Henny Gastel (SV Halle)                    | 13,02     |
| 6     | Isabel Pfeifer (TV Gelnhausen)             | 12,88     |
| 7     | Marianne Bußmann (Schönebecker SC)         | 12,60     |
| 8     | Marianne Schlachter (LG Hohenfels)         | 12,57     |

Datum: 16. Juli

### Kugelstoßen
| Platz | Athletin, Verein                       | Weite (m) |
| ----- | -------------------------------------- | --------- |
| 1     | Petra Lammert (SC Neubrandenburg)      | 18,89     |
| 2     | Nadine Beckel (ASC Düsseldorf)         | 17,21     |
| 3     | Kristin Marten (LV 90 Thum)            | 17,01     |
| 4     | Julia Wiechmann (OSC Berlin)           | 16,46     |
| 5     | Josephine Terlecki (LG Ohra Hörselgas) | 16,46     |
| 6     | Aline Schäffel (LG Ohra Hörselgas)     | 15,79     |
| 7     | Katja Pfaff (LAV Asics Tübingen)       | 13,79     |
| 8     | Inga Falter (LG Eintracht Frankfurt)   | 12,96     |

Datum: 15. Juli

### Diskuswurf
| Platz | Athletin, Verein                                 | Weite (m) |
| ----- | ------------------------------------------------ | --------- |
| 1     | Franka Dietzsch (SC Neubrandenburg)              | 66,29     |
| 2     | Ulrike Giesa (LAC Quelle Fürth/München/Würzburg) | 59,61     |
| 3     | Nadine Müller (Hallesche Leichtathletik-Freunde) | 58,22     |
| 4     | Jana Tucholke (LAZ Leipzig)                      | 58,02     |
| 5     | Romy Logsch (LAZ Leipzig)                        | 54,45     |
| 6     | Nadine Beckel (ASC Düsseldorf)                   | 54,15     |
| 7     | Julia Bremser (LSG Goldener Grund)               | 53,82     |
| 8     | Sabine Rumpf (LSG Goldener Grund)                | 50,59     |

Datum: 16. Juli

### Hammerwurf
| Platz | Athletin, Verein                            | Weite (m) |
| ----- | ------------------------------------------- | --------- |
| 1     | Betty Heidler (LG Eintracht Frankfurt)      | 73,59     |
| 2     | Susanne Keil (LG Offenburg)                 | 69,33     |
| 3     | Andrea Bunjes (LG Eintracht Frankfurt)      | 68,59     |
| 4     | Kathrin Klaas (LG Eintracht Frankfurt)      | 67,62     |
| 5     | Simone Mathes (LAZ Puma Troisdorf/Siegburg) | 63,07     |
| 6     | Kirsten Klose (TuS Eintracht Minden)        | 62,86     |
| 7     | Bianca Achilles (TSV Bayer 04 Leverkusen)   | 62,77     |
| 8     | Nathalie Rheder (SVG GW Bad Gandersheim)    | 60,37     |

Datum: 15. Juli

### Speerwurf
| Platz | Athletin, Verein                                      | Weite (m) |
| ----- | ----------------------------------------------------- | --------- |
| 1     | Steffi Nerius (TSV Bayer 04 Leverkusen)               | 65,71     |
| 2     | Christina Obergföll (LG Offenburg)                    | 64,07     |
| 3     | Annika Suthe (TSV Bayer 04 Leverkusen)                | 58,82     |
| 4     | Mareike Rittweg (LV 90 Thum)                          | 57,64     |
| 5     | Vivian Zimmer (Hallesche Leichtathletik-Freunde)      | 57,43     |
| 6     | Linda Stahl (TSV Bayer 04 Leverkusen)                 | 55,50     |
| 7     | Esther Eisenlauer (SV Schlau.com Saar 05 Saarbrücken) | 54,97     |
| 8     | Katharina Molitor (TSV Bayer 04 Leverkusen)           | 54,81     |

Datum: 15. Juli

### Siebenkampf
| Platz | Athletin, Verein                         | Leistung (Pkte) |
| ----- | ---------------------------------------- | --------------- |
| 1     | Jennifer Oeser (TSV Bayer 04 Leverkusen) | 5804            |
| 2     | Jana Ladewig (LG Weserbergland)          | 5193            |
| 3     | Ines Maier (LG Karlstadt)                | 5142            |
| 4     | Anja de Haan (LAV Oberhausen)            | 5003            |
| 5     | Barbara Gähling (LT DSHS Köln)           | 4994            |
| 6     | Katharina Meyer (TuS Saulheim)           | 4875            |
| 7     | Kerstin Heinen (LT DSHS Köln)            | 4856            |
| 8     | Christina Hunneshagen (LT DSHS Köln)     | 4824            |

Datum: 2./3. September
fand in Wesel statt

### Siebenkampf, Mannschaftswertung
| Platz | Verein, Besetzung                                                        | Leistung (Pkte) |
| ----- | ------------------------------------------------------------------------ | --------------- |
| 1     | TSV Bayer Leverkusen (Jennifer Oeser, Natascha Rother, Doris Quack)      | 15.505          |
| 2     | LT DSHS Köln I (Barbara Gähling, Kerstin Heinen, Christina Hunneshagen)  | 14.674          |
| 3     | LT DSHS Köln II (Tanja Sommerhäuser, Katrin Gewinner, Kerstin Ducke)     | 13.234          |
| 4     | LG Eintracht Frankfurt (Martina Rexrodt, Anja Herrlitz, Nicola Herrlitz) | 13.043          |
| 5     | LG USC Heidelberg (Kerstin Novotny, Sophie Winterhalder, Patricia Gayer) | 12.158          |

Datum: 2./3. September
fand in Wesel statt
nur 5 Teams in der Wertung

### Crosslauf–4,7 km
| Platz | Athletin, Verein                                   | Zeit (min) |
| ----- | -------------------------------------------------- | ---------- |
| 1     | Susanne Ritter (SV Schlau.com Saar 05)             | 16:24      |
| 2     | Julia Viellehner (TSV Winhöring)                   | 16:40      |
| 3     | Birte Bultmann (LG Braunschweig)                   | 16:57      |
| 4     | Ulrike Maisch (1. LAV Rostock)                     | 16:59      |
| 5     | Simret Restle (LG Eintracht Frankfurt)             | 17:28      |
| 6     | Ingalena Heuck (LG Würm Athletik)                  | 17:44      |
| 7     | Svenja Abel (TV Lahr)                              | 17:52      |
| 8     | Juliane Becker (LAC Quelle Fürth/München/Würzburg) | 17:54      |

Datum: 11. März
fand in Regensburg statt

### Crosslauf–4,7 km, Mannschaftswertung
| Platz | Verein, Besetzung                                                               | Platzziffer |
| ----- | ------------------------------------------------------------------------------- | ----------- |
| 1     | LG Domspitzmilch Regensburg (Ellen Clemens, Andrea Stengel, Michaela Schedler)  | 57          |
| 2     | LAC Quelle Fürth/München/Würzburg (Juliane Becker, Uta Schäfer, Kristin Möller) | 71          |
| 3     | 1. LAV Rostock (Ulrike Maisch, Christiane Pilz, Steffi Mewes)                   | 71          |
| 4     | TSV Kirchdorf (Ulrike Dreißigacker, Imke Schmidt, Franziska Radtke)             | 75          |
| 5     | LG Wedel-Pinneberg (Marina Hilschenz, Mareile Kitzel, Solveig von der Fecht)    | 84          |
| 6     | LG Eintracht Frankfurt (Simret Restle, Natascha Schmitt, Katharina Grohmann)    | 90          |
| 7     | TG Viktoria Augsburg (Petra Stöckmann, Kathrin Luxenhofer, Martina Zieg)        | 94          |
| 8     | LG Badenova Nordschwarzwald (Katrin Engelen, Britta Müller, Martina Sillak)     | 96          |

Datum: 11. März
fand in Regensburg statt

### Berglauf–8,0 km
| Platz | Athletin, Verein                            | Zeit (min) |
| ----- | ------------------------------------------- | ---------- |
| 1     | Anja Carlsohn (SC Potsdam)                  | 49:26      |
| 2     | Lisa Reisinger (SSC Hanau Rodenbach)        | 49:39      |
| 3     | Ellen Clemens (LG Domspitzmilch Regensburg) | 50:21      |
| 4     | Stefanie Buss (ASC Rosellen/Neuss)          | 50:31      |
| 5     | Alexandra Bott (SSC Hanau Rodenbach)        | 50:47      |
| 6     | Carmen Siewert (Greifswalder SV)            | 51:22      |
| 7     | Britta Müller (LG Badenova Nordschwarzwald) | 51:57      |
| 8     | Jana Richter (LG Vogtland)                  | 51:58      |

Datum: 13. August
fand in Schwangau statt

### Berglauf–8,0 km, Mannschaftswertung
| Platz | Verein, Besetzung                                                                 | Platzziffer |
| ----- | --------------------------------------------------------------------------------- | ----------- |
| 1     | SSC Hanau Rodenbach (Lisa Reisinger, Alexandra Bott, Kerstin Straub)              | 18          |
| 2     | LG Domspitzmilch Regensburg 1 (Ellen Clemens, Andrea Scharrer, Andrea Stengel)    | 31          |
| 3     | ASC Rosellen/Neuss (Stefanie Buss, Angela Müller, Tanja Wimmer)                   | 39          |
| 4     | LG Vogtland (Jana Richter, Romy Lindner, Heike Goller)                            | 45          |
| 5     | LG Domspitzmilch Regensburg 2 (Monika Hirt, Melanie Hohenester, Eva-Maria Ferstl) | 65          |
| 6     | PTSV Rosenheim (Irmi Winhart, Eva Blüml, Christine Pfohl)                         | 68          |

Datum: 13. August
fand in Schwangau statt
nur 6 Mannschaften in der Wertung